# 7220 Philnicholson
7220 Philnicholson este un asteroid din centura principală, descoperit pe 30 august 1981, de Edward Bowell.